# Ghost in the Shell (pel·lícula de 2017)
Ghost in the Shell és una pel·lícula estatunidenca de ciència-ficció de 2017, dirigida per Rupert Sanders amb guió de Jamie Moss, William Wheeler i Ehren Kruger, basada en el manga japonès homònim de Masamune Shirow. La pel·lícula és protagonitzada per Scarlett Johansson, Michael Pitt, Pilou Asbaek, Chin Han i Juliette Binoche. Es va estrenar el 31 de març de 2017. Ha estat subtitulada al català.

## Argument
La major Mira Killian, un híbrid de cíborg i humana únic en la seva espècie, dirigeix un grup operatiu d'elit d'operacions especials anomenat Secció 9 en un Japó futurista. Consagrada a detenir els extremistes i criminals més perillosos, la Secció 9 s'enfronta a un enemic l'objectiu del qual consisteix en anul·lar els avenços de Hanka Robotic, l'empresa líder en el camp de la cibertecnologia.

## Producció
El 2008, DreamWorks (que havia distribuït als Estats Units a través de la seva divisió Go Fish Pictures la pel·lícula Ghost in the Shell 2: Innocence) i Steven Spielberg van adquirir els drets per a produir una adaptació cinematogràfica live-action del manga original.
El 3 de setembre de 2014, l'actriu Margot Robbie estava en les primeres converses per al paper principal. El 16 d'octubre, es va anunciar que DreamWorks havia fet una oferta de 10 milions de dòlars a Scarlett Johansson per al paper protagonista, després que Robbie fou escollida per a interpretar Harley Quinn a L'esquadró suïcida. Aquesta és la segona vegada que Scarlett Johansson protagonitzava una pel·lícula de ciberpunk després de L'illa (2005). El maig de 2015, Paramount Pictures va acordar coproduir i cofinançar la pel·lícula. El 3 de març de 2016, The Wrap va informar que l'actor japonès Takeshi Kitano havia estat provat en el paper de Daisuke Aramaki, el fundador i líder de la unitat d'elit Secció 9 encarregat de protegir el món de les amenaces tecnològiques més perilloses.
El rodatge de la pel·lícula va començar a Wellington, Nova Zelanda, l'1 de febrer de 2016. L'abril de 2016 es va anunciar el repartiment complet, que incloïa Juliette Binoche, Chin Han, Lasarus Ratuere i Kaori Momoi. El rodatge va acabar a Nova Zelanda el 3 de juny del 2016. El rodatge també va tenir lloc a Hong Kong el mes de juny, al voltant del carrer Pak Hoi i el carrer Woosung.
L'elecció de Scarlett Johansson per al paper principal va rebre acusacions de whitewashing. S'ha al·legat que els cineastes en algun moment van fer ús d'imatge generada per ordinador i altres efectes visuals de prova per alterar l'aparença de Johansson per tal de fer que el seu personatge tingués trets asiàtics, estimulant encara més les reaccions negatives a la pel·lícula. Persones que treballen en la indústria cinematogràfica han afirmat que la controvèrsia és el símptoma d'un problema més gran: temors dels estudis de Hollywood de llançar actors no blancs perquè portarien menys audiència que els actors blancs. Marc Bernardin de Los Angeles Times va comentar que «l'única cosa que preocupa Hollywood és la taquilla».
Al Japó, alguns fans de la manga es van sorprendre que el càsting causés controvèrsia, ja que molts van assumir que en una producció de Hollywood triarien una actriu blanca per al paper principal, i van considerar que no s'hauria de prestar massa atenció a l'aparença física de la protagonista perquè els temes dominants a Ghost in the Shell són la naturalesa de la identitat pròpia i com es veu afectada amb l'ús de diferents cossos cíborg que allotgen humans cibernètics. Sam Yoshiba, director de la divisió internacional de negocis de l'editorial Kōdansha amb seu a Tòquio (la companyia que té els drets de la sèrie i els seus personatges) va afirmar: «Veient la seva carrera fins ara, crec que Scarlett Johansson és una bona elecció. Mai no vam imaginar una actriu japonesa en el paper principal. Aquesta és una oportunitat perquè un producte japonès es vegi a el món».

## Estrena
El llançament de la pel·lícula va ser programat per Walt Disney Studios Motion Pictures pel 14 d'abril de 2017, a través de la seva distribuïdora Touchstone Pictures. La pel·lícula va formar part de l'acord de distribució de DreamWorks amb Disney, que va començar el 2009. L'abril de 2015, Disney va traslladar la data de llançament de la pel·lícula a Amèrica del Nord al 31 de març de 2017, amb Paramount Pictures encarregant-se de la distribució internacional. No obstant això,el setembre de 2015 DreamWorks i Disney no van renovar el seu acord de distribució, el qual va expirar l'agost de 2016. El gener de 2016, Disney va abandonar la pel·lícula després que l'acord de distribució de DreamWorks amb Universal Stidios finalitzés el desembre de 2015. Els drets de distribució de la pel·lícula van ser transferits completament a Paramount en lloc d'Universal, mantenint la data de llançament de Disney del 31 de març de 2017.